# Partiet för frihet, enighet och solidaritet
Partiet för frihet, enighet och solidaritet (rumänska: Partidul Libertate, Unitate și Solidaritate, PLUS) är ett liberalt och pro-europeiskt politiskt parti i Rumänien, bildat 2018. Partiets grundare och partiledare är Dacian Cioloș, som tidigare varit Rumäniens premiärminister som partilös. Som en del av valalliansen 2020 USR-PLUS är partiet representerat i Rumäniens parlament och Europaparlamentet. USR-PLUS är även en del av Rumäniens styrande koalitionsregering, regeringen Cîțu. 